# Storytailors
Storytailors é uma dupla de criadores de moda portugueses. A Storytailors é composta pelos estilistas Luís Sanchez e João Branco.
A dupla é responsável pelo guarda-roupa de Sónia Tavares, vocalista dos The Gift e dos Hoje.